# Льонець несправжній
Льонець несправжній (Kickxia spuria) — вид квіткових рослин родини подорожникових (Plantaginaceae).

## Біоморфологічна характеристика
Це однорічна чи багаторічна рослина 10–50 см. Стебло лежаче, кошлате і густо вкрите залозистими волосками. Листки округло-яйцюваті, нагорі трохи загострені, неоднакові, 1–4 см завдовжки і 4 см завширшки. Квітки поодинокі в кутах листків. Чашечка 5-роздільна, зубці чашечки серцеподібні видовжено-яйцеподібні, запушені, під час плодоношення збільшені. Віночок 6–10 мм завдовжки (без шпорця), світло-жовтий, із губами, по ширині майже рівними; верхня губа 2-лопатева, в середині темно-лілова, нижня жовта, шпорець тоненький, зігнутий. Коробочки стиснутої сферичної форми, сіро-коричневого кольору. 2n=18.

## Поширення
Північна Африка (Алжир, Єгипет, Марокко, Туніс), Європа (Австрія, Бельгія, Швейцарія, Чехія, Німеччина, Угорщина, Ліхтенштейн, Люксембург, Нідерланди, Польща, Словаччина, Україна, Албанія, Болгарія, Греція, Італія, Чорногорія, Румунія, Сербія, Словенія, Іспанія, Франція, Португалія), Західна Азія (Кіпр, Ізраїль, Йорданія, Ліван, Сирія, Туреччина, Вірменія, Грузія); інтродуковано до Канади, США, ПАР, Великої Британії, Данії.
В Україні вид росте у гірських лісах, субальпійському поясі — у Карпатах (Закарпатська обл.)